# حرب الريف (1893)
حرب الريف سنة 1893، وتـُعرف أيضاً باسم حرب مليلة أو حرب مرگالو على اسم خوان غارسيا إي مارغايو، حاكم مليلة الأسباني الذي أغضبت هزيمته ومصرعه الشعب الأسباني) كان صراعاً بين إسبانيا و 39 من قبائل الريف في شمال المغرب، ولاحقاً انضم إليهم سلطان المغرب، وقد بدأ الصراع في أكتوبر 1893، وأُعلِنت صراحة في 9 نوفمبر 1893، وانتهت بمعاهدة فاس في 1894.

## خلفية النزاع
الوضع الاستعماري: في أواخر القرن التاسع عشر، كانت القوى الاستعمارية الأوروبية تتوسع في شمال إفريقيا، بما في ذلك إسبانيا التي سعت لتوسيع نفوذها في منطقة الريف بالمغرب. كانت منطقة الريف منطقة جبلية نائية نسبياً، وتعتبر صعبة للوصول إليها، مما جعلها ملاذاً للمقاومة.

## الترتيب الزمني للأحداث
كانت قلعة مدينة مليلية خاضعة للإسبان منذ أن استولى عليها القشتاليون في عام 1497، ثُم الزحف الاستعماري الأوروبي في شمال أفريقيا في أواخر القرن التاسع عشر سعت إسبانيا لتوسيع نفوذها في الأجزاء النائية من الأراضي المغربية، كما ساهمت المعاهدات التي أبرمتها إسبانيا مع المغرب في أعوام 1859 و1860 و1861 على تنامي النفوذ الإسباني في المغرب أكثر فأكثر، مما أجج الغضب في نفوس القبائل المغاربية في منطقة الريف، والتي لم تكن خاضعة لسلطة السلطان العلوي، وسعى الريفيون لمقاومة الوجود الإسباني على أراضيهم بشتى الطرق. وفي أوائل تسعينيات القرن التاسع عشر، استولى الريفيون على سفينة تجارية إسبانية واسروا طاقمها. أرسلت إسبانيا بعثة إنقاذ صغيرة للبحث عن السفينة المختطفة بقيادة الطراد الإسباني إيسلا دي لوسون، وتوصلت هذه البعثة في النهاية إلى أن طاقم السفينة الأسرى قد بيعوا كعبيد. ومما زايد من حدة التوتر بين أهالي الريف والمستعمرين الإسبان، أن غارسيا إي ماجالو حاكم مليلية سعى في صيف عام 1893 إلى التوسع وتأمين قلعته بإقامة المزيد من التحصينات على الأراضي المحيطة بالمدينة. 
وفي 3 أكتوبر 1893، زحفت قوات مغاربية تكونت من 6000 مقاتل من قبائل الريف المسلحين ببنادق ريمينجتون عبر الجبال وهاجمت الحامية الإسبانية لمدينة مليلية، والتي كانت تتكون من 400 من المشاة النظاميين. استمرت المعركة على مدار يوم كامل أوقع خلاله الريفيون 21 قتيلاً ونحو 100 جريح في صفوف الإسبان، قبل أن يسارع من تبقي على قيد الحياة من الحامية الإسبانية بالتراجع والاحتماء بقلعة مليلية. 
استمر الريفيون في التقدم وملاحقة الجنود الإسبان الهاربين إلى أن وصلوا إلى قلعة مليلية فهاجموها وحاولوا تسلق أسوار القلعة والسيطرة عليها. وعلى الرغم من افتقارهم إلى أي أسلحة ثقيلة، فقد قاتل الريفيون ببسالة على حين كانت أسوار القلعة معززة بالمدافع التي أطلق الإسبان نيرانها لصد المهاجمين ومنعهم من تسلق أسوار القلعة، كما استخدم الجنود الإسبان للمرة الأولى البنادق الضخمة من طراز ماوزر 1893 مقاس 7 مم، والتي اشتهرت بعد بضع سنوات عندما استخدمت في معركة سان خوان هيل، فأوقع الأسبان نحو 160 قتيلًا في صفوف الريفيين. استمرت المدفعية الإسبانية في قصف القرى المجاورة التي تجمع فيها الريفيين بالمدافع، وهدمت في إحداها مسجدا مما أشعل غضب سكان هذه القرى فانضموا إلى صفوف الريفيين المقاتلين الذين تزايد عددهم ليتجاوز 12 ألف مقاتلًا في 5 أكتوبر 1893. 

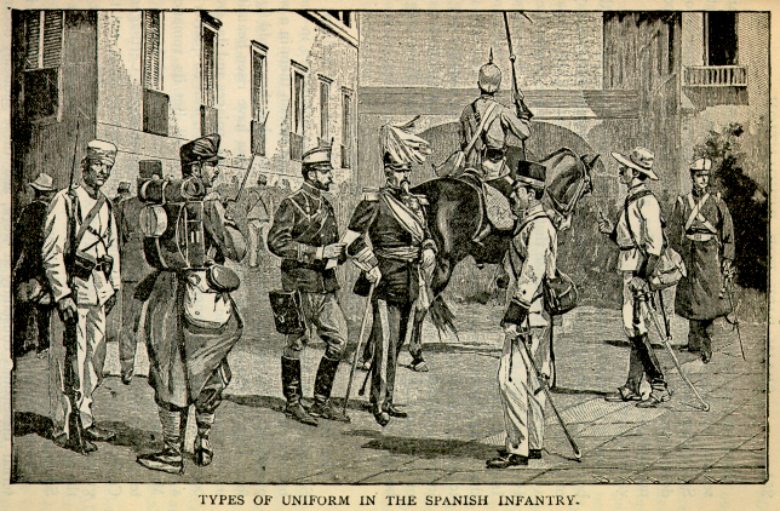
أزياء قوات المشاة الإسبانية في وقت اندلاع حرب الريف

وعندما وصلت أخبار الحرب إلى القصر الملكي في إسبانيا، استشاط الإسبان غضبا، وحشدت الحكومة الإسبانية جيوشها في الخارج ووضعت أسطولها البحري في حالة تأهب، وأرسلت البارجة المدرعة نومانسيا مع زورقين حربيين آخرين للتمركز في مالقة، وتحركت القوات التي حشدت لدعم حامية مليلية، والتي بلغ عددها في البداية نحو ثلاثة آلاف جندي.

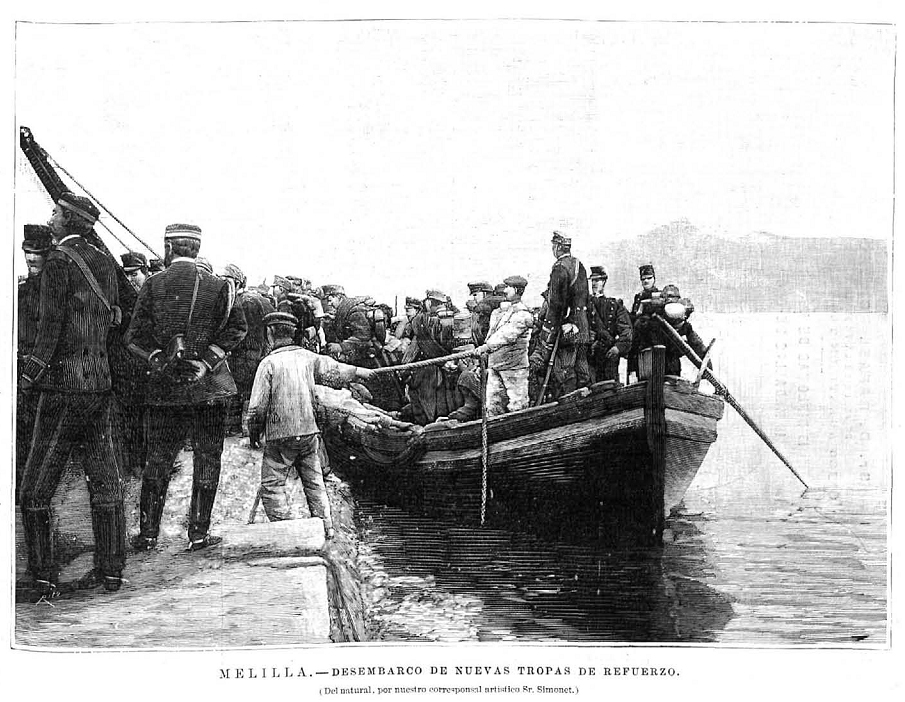
إنزال قوات التعزيزات الإسبانية على سواحل مليلية في نوفمبر 1893

وفي الرابع من أكتوبر وصلت البارجة الإسبانية نومانسيا إلى السواحل المغربية وقصفت مدافعها الثقيلة عدة قرى على طول الساحل، كما وصلت مفرزة مدفعية من مالقة إلى مليلية في نفس اليوم. وجه خوان جارسيا إي ماجالو، حاكم مليلية وقائد القوات الإسبانية، إنذارًا أخيرا للريفيين على حين أرسل السلطان حسن فرقة من القوات النظامية بقيادة باجا العربي محاولا استعادة الاستقرار دون جدوى. بقي الوضع راكدا لمدة أسابيع عقب قصف السواحل المغربية، ولكن سرعان ما اندلعت المعارك مجددا عندما تمكن الريفيون من مهاجمة حصون كاميلوس وسان لورينزو وتدميرها، فنشر مارغالو مجموعات صغيرة من المشاة والعمال لإقامة تحصينات ترابية جديدة في حصون كابريريزاس وروسترو جوردو، تحت غطاء الحاميات الإسبانية.
وفي الثاني والعشرين من أكتوبر، أبحرت السفينة الحربية الإسبانية كوندي دي فيناديتو إلى مصب نهر ريو دي أورو، حيث رست هناك، وصوبت مدافعها التي كانت من طراز هوتشكيس نحو الريف، ثم أطلقت السفينة 31 قذيفة على خنادق الريف وعادت إلى ميناء مليلية دون أن تلحق بها أي أضرار. وفي 27 أكتوبر، شنت نحو 5000 شخصا من المقاتلين الريفيين هجومًا جديدا على مرتفعات سيدي غوارياش، وعلى الرغم من اشتباكهم مرة أخرى مع مدافع فيناديتو والحاميات الإسبانية، فقد سيطر الريفيون على الحصون الإسبانية التي لم يكتمل بناءها وأجبروا الجنرال مارغالو والجنرال أورتيغا على العودة إلى القلعة.

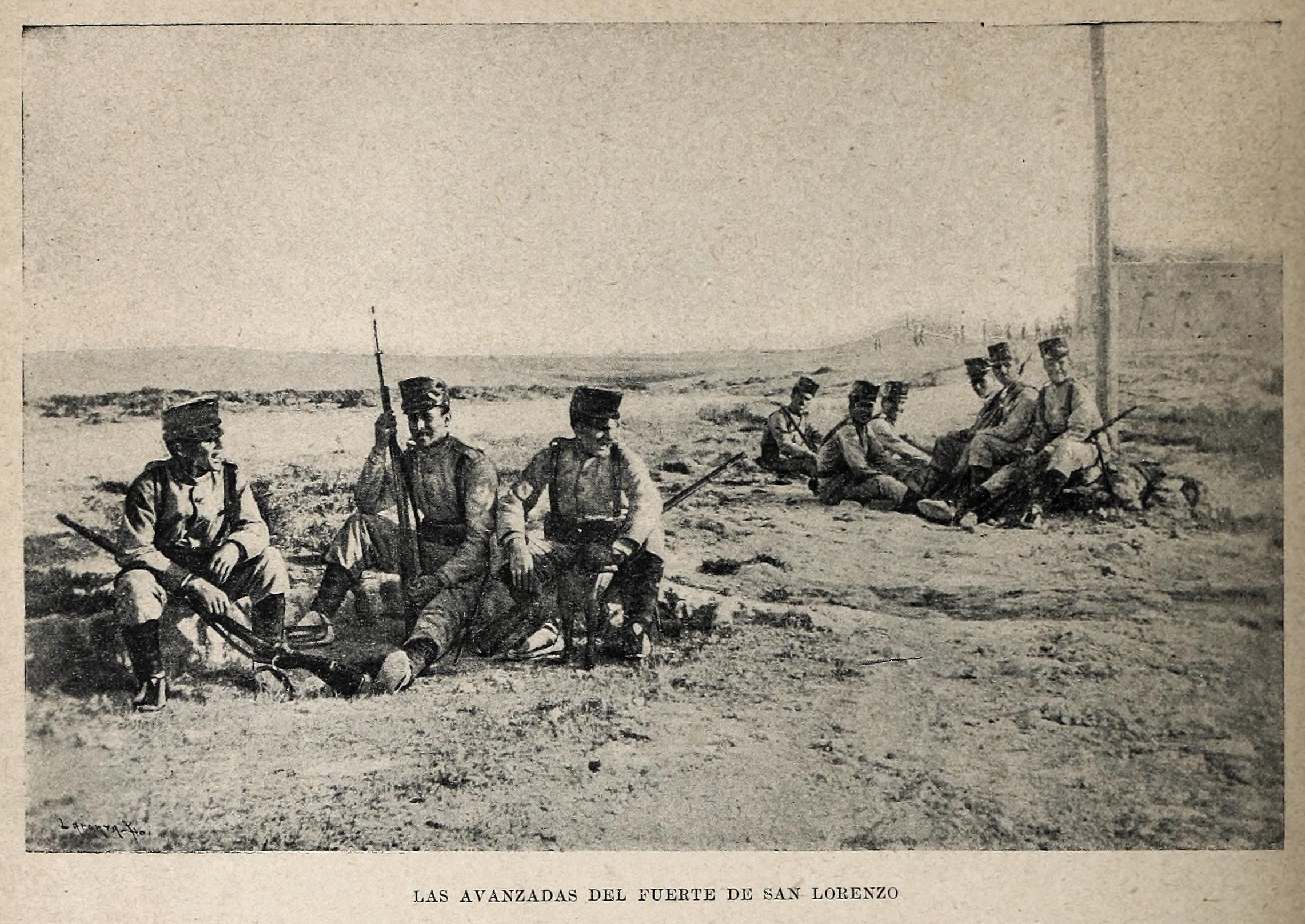
المقاتلون الريفيون متجهين نحو حصن سان لورينزو

وفي الثامن والعشرين من أكتوبر 1893، خرج مارغالو على رأس حملة تكونت من ألفي رجل لطرد الريفيين من المناطق القريبة من كابريريزاس وروسترو غوردو. وكان عدد المقاتلين الريفيين في الخنادق نحو ثلاثة آلاف رجل قاتلوا الجانبان ببسالة وتمكنوا من حشد ستة آلاف جندي إضافي في محاولة لتطويق الإسبان التابعين لمارجالو الذي انسحب مع جيشه في النهاية بعد أن لحقت بهم خسائر فادحة. وبينما ينسحب مع قواته، تمكن الريفيون من إصابة غارسيا إي مارغالو فقُتِل بالرصاص، ثم اهزمت مفرزته، واعترف الجيش الإسباني بمقتل ما لا يقل عن سبعين مقاتلًا في صفوفهم فضلا عن إصابة 122 آخرين خلال ذلك اليوم؛ وربما كانت الخسائر الفعلية أعلى من ذلك بكثير، وعلى الرغم من استمرار الجنرال أورتيغا وقواته في القتال، فقد حسم الانسحاب المعركة بهزيمة ساحقة للإسبان. وما أن وصلت أخبار تلك الهزيمة وبرقيات الجنرال أورتيغا إلى إسبانيا حتى قامت الحكومة الإسبانية بإرسال ثلاثة أفواج إضافية من سلاح الفرسان وأربع كتائب من المشاة في ذلك اليوم. وفي صباح اليوم التالي، 29 أكتوبر 1893، قاد الجنرال أورتيغا حملة تكونت من ثلاثة آلاف مقاتل من حصن كابريريزاس لمهاجمة الريفيين القابعين داخل خنادقهم. كان لملازم الشاب ميغيل بريمو دي ريفيرا من بين الناجين من آخر حملة قام بها مارغالو، وقد كشفت تحقيقات الجيش في وقت لاحق أن مارغالو قد حقق ثروة صغيرة من خلال اختلاس الأسلحة والمعدات من الجيش الإسباني وبيعها للسكان المحليين لتحقيق الربح. ومن عجيب المفارقات أن مقاتلي الريف ربما أطلقوا عليه النار باستخدام الأسلحة النارية التي باعها لهم.

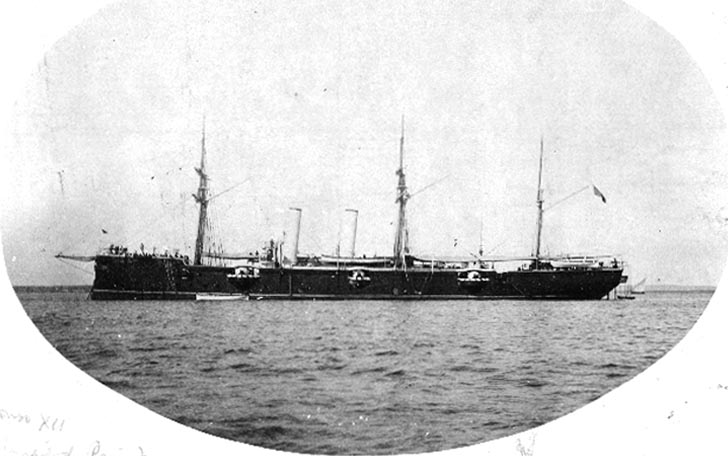
الطراد الإسباني ألفونسو الثاني عشر خلال تسعينيات القرن التاسع عشر

وفي أوائل نوفمبر 1893، وجد المقاتلون الأسبان في الحصون المحاصرة أنفسهم في صراع يائس من أجل البقاء. بعد أن سيطرت قوات ريفية ضخمة على الشواطئ، الأمر الذي أحبط جهود البحرية الإسبانية في إنزال التعزيزات والخيول والقوات والإمدادات. كما وسع الريفيون خنادقهم حول المدينة وأقاموا معسكرات محصنة، فقطعوا كافة الاتصالات بين القلعة والحصون الخارجية ودمروا الطرق بينها، ولم يبق على القوات الإسبانية المحاصرة سوى القتال اليائس في طلعات ليلية من أجل تزويد الحصون بالمياه والذخائر. وعلى الرغم من ذلك فقد استمر الإسبان في بناء حصونهم حتى أثناء الحصار مع الاستمرار في شن الهجمات ونصب الأكمنة للريفيين، وقد خسر الإسبان خلال هذا الشهر 12 ضابطًا و100 جنديا، على حين بلغت خسائر الريف 500 قتيل قضى معظمهم بسبب قصف المدفعيات الإسبانية.

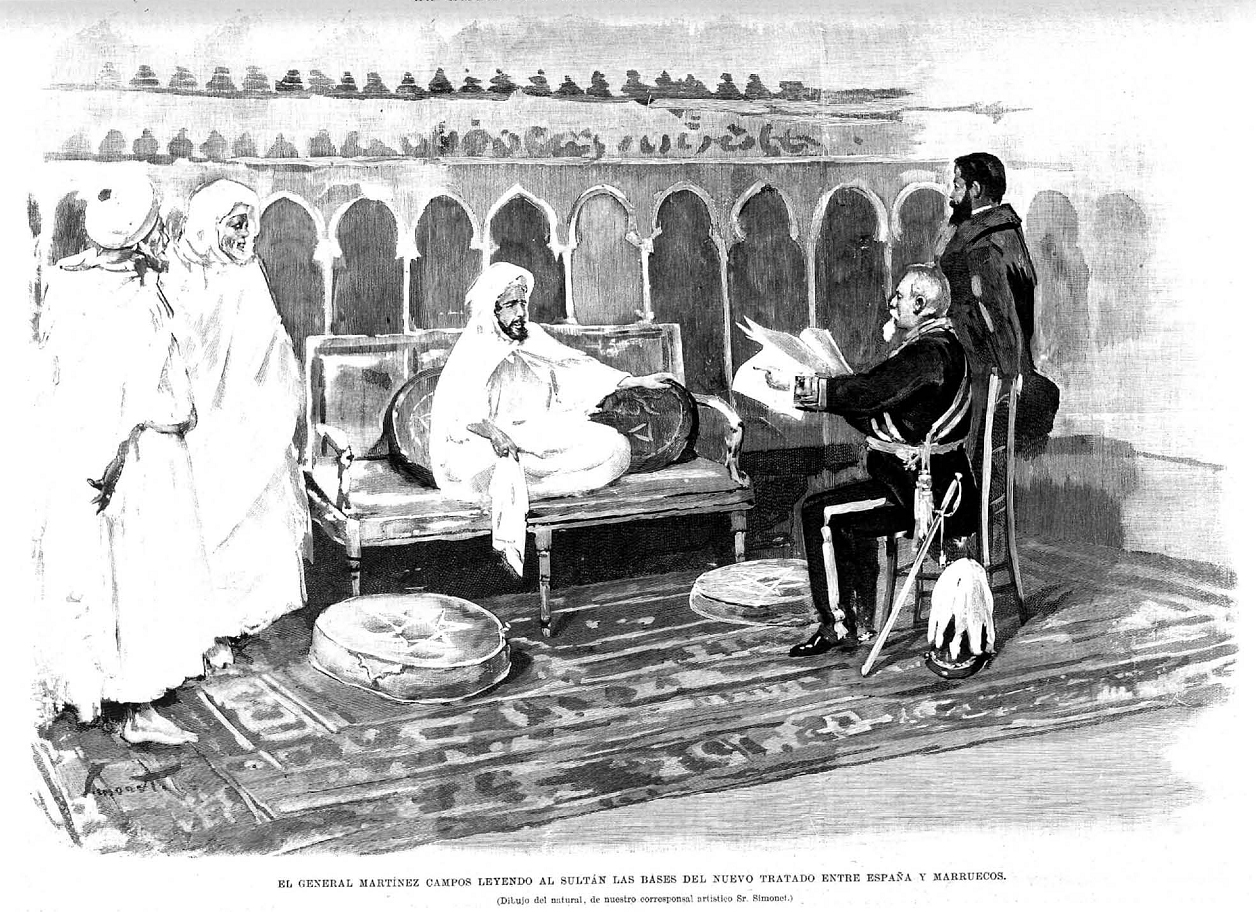
الجنرال مارتينيز كامبوس يمليعلى اللسلطان بنود المعاهدة الجديدة بين إسبانيا والمغرب

ومع وصول الطرادتين المدرعتين الإسبانيتين ألفونسو الثاني عشر وجزيرة لوزون إلى سواحل مليلية، بدأت إسبانيا في القتال بكامل قوتها البحرية، فأستمرت في قصف الريف المغربي بشكل متواصل حتى اضطر المقاتلون الريفيون في السادس من نوفمبر إلى طلب التفاوض. كانت عمليات القصف المدفعية تتكرر كل ليلة باستخدام كشافات الضوء، مما يمثل أول استخدام لهذا الجهاز في ساحة المعركة.
وفي داخل القلعة لجأ الجنرال ماسياس الذي خلف الجنرال مارغالو كحاكما لمليلية، إلى رفع مستوى الآلات العسكرية الإسبانية الخاملة أحيانًا عقب للهزائم العسكرية التي مني بها مارغالو. وبحلول منتصف الشهر، كان قد تلقى قوات كافية مكنته من إبقاء الريف تحت السيطرة وإعادة بناء الدفاعات الخارجية لمليلية. كما أبحر الجنرال مارتينيز كامبوس إلى مليلية في السابع والعشرين من نوفمبر 1893 مع 7000 جندي إضافي، ليصل إجمالي الرجال الملتزمين بالحرب إلى فيلقين. وفي أبريل 1894، عُيّن مارتينيز دي كامبوس سفيراً في المغرب بالإضافة إلى قيادته العسكرية، وبدأ التفاوض على السلام مع السلطان المغربي.

## النتائج
كانت القوى الاستعمارية الأوروبية تراقب عن كثب حملات إسبانيا ضد الريف. وكانت فرنسا، التي كانت تبحث عن حليف لمخططاتها الخاصة في المنطقة، تشجع التوسع الإقليمي الإسباني على حساب المغرب. غير أن إسبانيا كانت حريصة على عدم انتهاك المعاهدات التي أبرمتها مع المملكة المتحدة، والتي حجمت من قدرتها على الاستحواذ على الأراضي الواقعة على طول مضيق جبل طارق، غير أن هذا لم يثني فرنسا عن طموحاتها الاستعمارية في القارة الإفريقية، وفي عام 1912 قسمت معاهدة فاس المغرب إلى محميات فرنسية وإسبانية، وكانت مليلية من نصيب القسم الإسبان.